# Chicago IX - Chicago's Greatest Hits
 Chicago IX – Chicago's Greatest Hits è il primo album discografico di raccolta del gruppo musicale statunitense Chicago, pubblicato nel 1975.

## Tracce
Side 1
1. 25 or 6 to 4 – 4:51
2. Does Anybody Really Know What Time It Is? – 3:20
3. Colour My World – 2:59
4. Just You 'N' Me – 3:42
5. Saturday in the Park – 3:54
6. Feelin' Stronger Every Day – 4:14

Side 2
1. Make Me Smile – 2:59
2. Wishing You Were Here – 4:34
3. Call on Me – 4:02
4. (I've Been) Searchin' So Long – 4:29
5. Beginnings – 7:51

## Formazione
- Peter Cetera - basso, voce
- Terry Kath - chitarre, voce
- Robert Lamm - tastiere, voce
- Lee Loughnane - tromba
- James Pankow - trombone
- Walter Parazaider - legni, percussioni
- Danny Seraphine - batteria
- Laudir de Oliveira - percussioni